# رقاح ساو تومي
رقاح ساو تومي (الاسم العلمي Crithagra concolor)، طائر من الرقاح وفصيلة الشرشوريات. وهو أكبر أنواع الرقاح حجمًا. موطنه جزيرة ساو تومي.